# Baleia-sei
A baleia-sei (Balaenoptera borealis), também chamada de baleia-boreal, baleia-glacial, baleia-espadarte ou baleia-sardinheira é considerada o terceiro maior balenopterídeo, a seguir à baleia-azul e à baleia-comum. Pode ser encontrada em todo o mundo, em todos os oceanos e mares adjacentes, e prefere águas profundas mais afastadas da costa. Tende a evitar as águas polares e tropicais e corpos de água semi-fechados. A baleia-sei migra anualmente de águas frias e subpolares no Verão até águas temperadas e subtropicais no Inverno, apesar de na maioria das áreas as rotas exactas de migração não serem bem conhecidas.
Alcançando um comprimento de até 20 metros e pesando até 45 toneladas, a baleia-sei consome uma média de 900 quilogramas de comida todos os dias, principalmente copépodes e krill e outros elementos do zooplâncton. Está entre os mais rápidos dos cetáceos, podendo alcançar velocidades de até 50 quilómetros por hora em distâncias pequenas. O nome da baleia advém da palavra norueguesa para escamudo, um peixe que aparece na costa da Noruega na mesma altura em que aparece a baleia-sei.
Seguindo caça comercial da espécie entre o fim do século XIX e o fim do século XX, quando cerca de 238 mil indivíduos foram caçados, a baleia-sei é actualmente uma espécie internacionalmente protegida, apesar de caça limitada ainda ocorrer sob os controversos programas de pesquisa conduzidos pela Islândia e Japão. Em 2006, a população mundial de baleia-sei era em torno de 54 mil indivíduos, cerca de um quinto da sua população preexistente.

## Taxonomia e designação
A espécie foi primeiramente descrita pelo naturalista francês René Primevère Lesson em 1828, mas uma descrição mais antiga foi dada por Karl Rudolphi em 1822 (apesar de ter assumido ser uma baleia-de-minke - Balaenoptera acutorostrala). Nomes adicionais incluem baleia-boreal, baleia-glacial ou baleia-sardinheira. Adicionalmente, tem sido referida como baleia-fin-menor (do inglês Lesser Fin Whale) porque se assemelha à baleia-fin.
A baleia também foi já classificada como Balaena rostraia, Balaena borealis, Bataenoptera laticeps e Eulama physalus, antes de a classificação de Balaenoptera borealis por Lesson ter sido formalizada.
Sei é a palavra norueguesa para escamudo, um peixe relacionado com o bacalhau. As baleias-sei aparecem na costa da Noruega ao mesmo tempo que o escamudo, vindo ambos se alimentar de abundante plâncton.
O nome específico é a palavra latina borealis, significando do norte. No Pacífico, a baleia tem sido chamada, em inglês, como Japan Finner; "finner" foi um termo comum usado para se referir aos rorquais. Em japonês, a baleia chama-se iwashi kujira, ou baleia-sardinheira, nome do peixe que a baleia foi observada a se alimentar no Pacífico.
As baleias-sei são rorquais (família Balaenopteridae), uma família que inclui a baleia-jubarte, a baleia-azul, a baleia-de-bryde, a baleia-comum e a baleia-de-minke. Os rorquais tomam este nome devido à palavra norueguesa røyrkval, que significa baleia rugosa, isto porque os membros da família possuem uma série de pregas e sulcos longitudinais, localizados abaixo da boca e continuando até o ventre do animal. Pensa-se que a família Balaenopteridae divergiu das outras famílias da subordem Mysticeti, no meio do Miocénico. No entanto, pouco é sabido sobre quando os membros das várias famílias de Mysticeti, incluindo os da família Balaenopteridae, divergiram entre si.
Duas subespécies foram identificadas: a baleia-sei-boreal (Balaenoptera borealis borealis) e a baleia-sei-austral (Balaenoptera borealis schleglii). As duas subespécies são geograficamente isoladas uma da outra e as suas áreas de distribuição não se sobrepõem.

## Descrição e comportamento
A baleia-sei é o terceiro maior membro da família Balaenopteridae, depois da baleia-azul (180 toneladas) e da baleia-comum (70 toneladas). Os adultos maduros medem tipicamente entre 12 e 15 metros e pesam entre 20 a 30 toneladas. A baleia-sei-austral é maior que a baleia-sei-boreal. As fêmeas são consideravelmente maiores que os machos. A maior baleia-sei conhecida media 20 metros e pesava entre 40 e 45 toneladas. O maior espécimen capturado ao largo da Islândia era um pouco maior que 16 metros. Ao nascimento, uma cria mede tipicamente 4 a 5 metros de comprimento.
O corpo da baleia é de uma cor cinzenta escura férrea com marcas irregulares cinzentas a brancas na superfície ventral. A baleia possui uma série de 32 a 60 sulcos ao longo da parte inferior do corpo que permitem que a zona da garganta se expanda muito durante a alimentação. O focinho é pontiagudo e as barbatanas peitorais são relativamente pequenas em relação a outras baleias, com um comprimento de apenas 9 a 10% do total do corpo e pontiagudas nas pontas. Possui apenas uma crista que se estende da ponta do focinho até aos pares de espiráculos.
A pele da baleia é marcada frequentemente por buracos ou feridas, que depois de saradas tornam-se em cicatrizes brancas. Pensa-se que estas marcas são causadas por copépodes ectoparasíticos (Penella spp.), lampreias (família Petromyzontidae), ou possivelmente por tubarões da espécie Isistius brasiliensis. Possui uma barbatana dorsal alta e em forma de foice, que atinge entre 25 a 61 centímetros e se localiza a dois terços do corpo de distância da ponta do focinho. A forma da barbatana dorsal, padrões de pigmentação e as cicatrizes tÊm sido usados, de maneira limitada, em  estudos de fotoidentificação de baleias-sei. A cauda é espessa e as barbatanas caudais são pequenas em relação ao tamanho total do corpo.

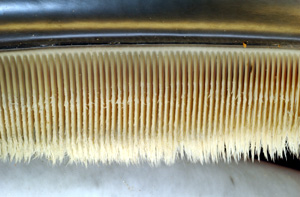
Barbas de baleia

Este rorqual é um filtrador, usando as barbas de baleia para obter o alimento da água, abrindo a sua boca e absorvendo grandes quantidades de água contendo comida, e depois removendo a água da boca através das barbas, enclausurando assim qualquer alimento que esteja dentro da boca. Um adulto possui 300 a 380 placas de barbas em cada lado da boca, cada uma com cerca de 48 cm de comprimento. Cada placa é feita de queratina e termina em pelos brancos dentro da boca, próximo da língua. As cerdas muito finas das barbas da baleia-sei (cerca de 0,1 mm) são citadas como a característica distintiva mais fiável em relação a outras baleias.
A baleia-sei tem uma aparência similar a outros misticetos. A melhor maneira de distinguir entre a baleia-sei e a baleia-de-bryde, para além das diferenças nas barbas, é pela presença de cristas laterais na superfície dorsal da cabeça da baleia-de-bryde. Uma baleia-sei grande pode ser confundida com uma baleia-comum, a menos que a coloração assimétrica da cabeça da baleia-comum seja claramente vista; o lado direito da mandíbula da baleia-comum é branco e o lado esquerdo é cinzento. Quando vista de lado, a cabeça da baleia-sei apresenta um pequeno arco entre a ponta do focinho e o olho, enquanto que o perfil da baleia-comum é relativamente plano.
A baleia-sei viaja normalmente sozinha ou em pequenos grupos de até seis indivíduos. Grupos maiores têm sido avistados, principalmente em locais com abundante alimento. Muito pouco é conhecido sobre a sua estrutura social. Machos e fêmeas podem formar laços, mas existe insuficiente pesquisa para saber isso com certeza.
A baleia-sei está entre os mais rápidos cetáceos. Pode atingir velocidades de até 50 quilómetros por hora, em distâncias curtas. No entanto, não é um mergulhador destacado, mergulhando até profundidades relativamente baixas e durante 5 a 15 minutos. Entre os mergulhos, a baleia nada perto da superfície por alguns minutos, ficando visível em águas limpas e calmas, com exalações ocorrendo a intervalos de 40 a 60 segundos. Ao contrário da baleia-comum, a baleia-sei tende a não sei elevar muito da água quando mergulha. Os espiráculos e a barbatana dorsal estão muitas vezes expostas acima da superfície da água, simultaneamente. Quase nunca estende as barbatanas caudais fora de água, e raramente eleva o corpo e salta acima da superfície.

### Alimentação

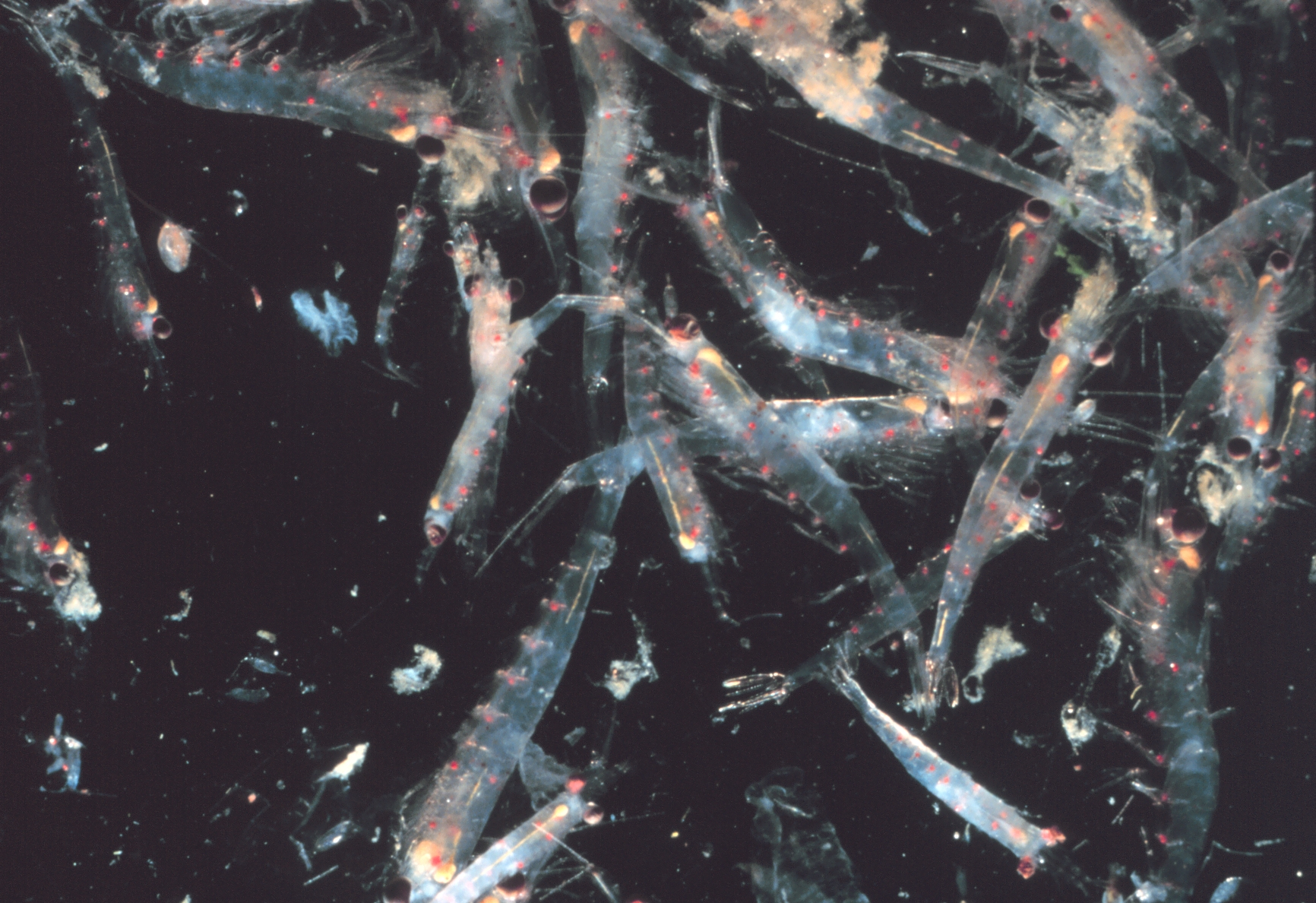
Krill, pequenos animais marinhos que servem de alimento à baleia-sei.

A baleia-sei alimenta-se perto da superfície do oceano, nadando através de zonas com abundantes presas para obter a sua média de 900 quilogramas de comida todos os dias. Para um animal do seu tamanho, é notável porque na maioria das vezes, a sua comida preferida está relativamente baixa na cadeia alimentar, incluindo zooplâncton e pequenos peixes. A preferência da baleia por zooplâncton foi determinada de análise estomacais e observações directas do comportamento alimentar. Também foi determinado a partir da análise de matéria fecal recolhida perto de baleias-sei, que se parece como uma nuvem castanha na água. As fezes são recolhidas em redes e o ADN presente nos dejectos é separado e individualmente identificado, com vista a bater certo com espécies conhecidas. A baleia compete por comida com uma variedade de outras espécie, incluindo clupeídeos (arenques e similares), o tubarão-elefante e baleias do género Eubalaena.
No Alântico Norte, a baleia-sei alimenta-se de copépodes da ordem Calanoida, especificamente Calanus finmarchicus, com uma preferência secundário por krill, em particular Meganyctiphanes norvegica e Thysanoessa inermis. No Pacífico Norte, a baleia-sei alimenta-se de similar zooplâncton, incluindo as espécie de copépodes Calanus cristatus, Calanus plumchrus e Calanus pacificus, e eufasídeos das espécies Euphausia pacifica, Thysanoessa inermis, Thysanoessa longipes e Thysanoessa spinifera. Adicionalmente, é conhecido alimentar-se de organismos maiores, como a lula da subespécie Todarodes pacificus pacificus, e pequenos peixes, incluindo membros dos géneros Engraulis, Cololabis, Sardinops e Trachurus. Alguns destes peixes da sua dieta são importantes comercialmente. Ao largo da Califórnia central, a baleia foi observada a alimentar-se de anchovas entre Junho e Agosto, e de krill (Euphausia pacifica) durante Setembro e Outubro. No Hemisfério Sul, as espécies de presas incluem os copépodes  Calanus tonsus, Calanus simillimus e Drepanopus pectinatus como também os eufasídeos Euphausia superba e Euphausia vallentini.

### Ciclo de vida
O acasalamento ocorre em zonas temperadas e subtropicais durante o Inverno, e o período de gestação é estimado ser de 10 meses e 3/4, 11 meses e 1/4, ou um ano, dependendo do modelo de crescimento fetal é usado. As diferenças no período de gestação são o resultado de não se podem observar por inteiro a gravidez da baleia; a maioria dos dados sobre a reprodução dos misticetos foram obtidos de animais mortos por baleeiros comerciais, oferecendo apenas uma visão única do crescimento do feto. Os pesquisadores tentam então extrapolar as datas de nascimento baseando-se na medição e nas características físicas do feto e com são comparáveis com baleias recém-nascidas.
As crias são desmamadas entre os 6 e 9 meses de idade, quando possuem cerca de 11-12 metros de comprimento. O desmame tem lugar nos locais de alimentação no Verão ou Outono. As fêmeas reproduzem a cada 2-3 anos, tendo sido relatados até seis fetos por fêmea a cada época. No entanto, nascimentos únicos são mais comuns. Ambos os sexos atingem a maturidade sexual com 8 a 10 anos, com um comprimento de 12 metros no machos e 13 metros nas fêmeas. Esta espécie de baleia chega a atingir 65 anos de idade.

### Vocalizações
Assim como outras baleias, a baleia-sei é capaz de emitir sons longos, altos e de baixas frequências. Relativamente pouco é sabido sobre os chamamentos específicos feitos por esta baleia, mas em 2003, observadores notaram chamamentos desta baleia em adição a sons de banda larga que poderiam ser descritos como rugidos ou sons sibilantes, na costa da Península Antártica. Muitos dos chamamentos consistiam em múltiplas partes, com uma mudança de frequência entre as partes. Esta combinação é vista como uma característica chave que pode ser usada para distinguir os chamamentos da baleia-sei dos chamamentos de outras baleias. A maior parte dos chamamentos duravam cerca de meio segundo e ocorriam numa frequência de 240-625 hertzs, bem dentro do intervalo que os humanos podem ouvir. O nível máximo na fonte das sequências vocais é reportado com tendo 156 decibéis relativo a 1 micropascal para uma distância de referência de um metro. Para referência, um observador situado a um metro da baleia quando esta esteja a emitir uma vocalização, perceberá um volume relativamente equivalente ao volume de um martelo pneumático a trabalhar a dois metros de distância.

## Habitat e migração

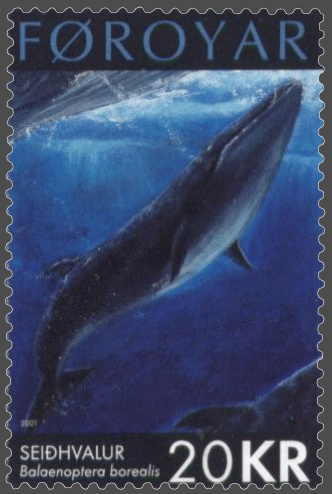
Desenho de uma baleia-sei num selo faroense.

As baleias-sei são encontradas em todo o mundo, apesar de serem raramente encontradas em águas polares ou tropicais. A dificuldade em distinguir as baleias-sei no mar dos seus parentes mais próximos, a baleia-de-bryde e em alguns casos a baleia-comum, criou confusões sobre os seus limites de distribuição e frequência de ocorrência, especialmente um águas mais quentes onde a baleia-se-bryde é mais comum.
No Atlântico Norte, a área de distribuição da baleia-sei estende-se do Sul da Europa ou noroeste de África até à Noruega no Atlântico Norte oriental, e do Sul dos Estados Unidos até à Gronelândia no Oeste. Os registos confirmados mais a Sul são zonas no Golfo do México e nas Grandes Antilhas Ao longo da sua área de distribuição, a baleia tende a evitar corpos de água semi-fechados como o Golfo do México, o Golfo de São Lourenço, a Baía de Hudson, o Mar do Norte e o Mar Mediterrâneo. Ocorre predominantemente em zonas de água profunda, ocorrendo de maneira mais comum sobre a plataforma continental, em bacias oceânicas ou áreas de desfiladeiros submarinos
No Pacífico Norte, a baleia-sei é encontrada entre as latitudes 20°N e 23°N no Inverno e as latitudes 35°N e 50°N no Verão. Aproximadamente 75% da população total da baleia-sei no Pacífico Norte é encontrada a leste da Linha Internacional de Data, mas existe uma significante falta de informação acerca da distribuição global destas baleias no Pacífico Norte. Duas baleias marcadas na costa da Califórnia foram recapturadas mais tarde nas costas de Washington e da Colúmbia Britânica, revelando uma possível ligação entre estas áreas, mas a falta de outras recuperações de marcação deixam estes dois casos como inconclusivos. No Hemisfério Sul, a distribuição de Verão baseada em dados históricos de captura é entre as latitudes 40°S e 50°S, enquanto que a distribuição de Inverno é desconhecida.
De maneira geral, a baleia-sei migra anualmente de águas frias e subpolares, no Verão, até águas temperadas e subtropicais, no Inverno, onde o alimento é mais abundante. No Noroeste do Atlântico, registos de avistamento e captura sugerem que a baleia se movimenta a Norte ao longo do limite da plataforma para chegar até às áreas do Banco Georges, do Canal Nordeste e do Banco Browns, a meio ou fim de Junho. Estão presentes na costa da Terra Nova em Agosto e Setembro, e migram para Sul, movendo-se para Oeste e Sul ao longo da plataforma da Nova Escócia de meio de Setembro até meio de Novembro. As baleias, no Mar do Labrador, tão cedo como a primeira semana de Junho podem mover-se mais para Norte, para águas a Sudoeste da Gronelândia no fim do Verão. No Atlântico Nordeste, a baleia-sei passa o Inverno tão a Sul como a África Ocidental e segue o talude continental até Norte na Primavera. As grandes fêmeas sideram o migração para Norte e chegam ao Estreito da Dinamarca mais cedo e de forma mais fiável que outras classes e sexo, chegando a meio de Julho e permanecendo até meio de Setembro. Em alguns anos, machos e fêmeas jovens permanecem em latitudes menos elevadas durante os meses de Verão.
Apesar de se saberem tendências gerais dos padrões de migração da baleia-sei, as rotas exactas de migração não são conhecidas. e os cientistas não podem prever pronta e exactamente onde os grupos vão aparecer de um ano para outro. Uma localização particular pode num ano observar um influxo de muitas baleias e um influxo nulo em anos seguintes. F.O. Kapel notou uma correlação entre a aparição ocasional da baleia.sei a Oeste da Gronelândia e incursões ocasionais de águas relativamente quentes da Corrente Norte-Atlântica para essa área. Alguma evidência de dados de marcação indicam que baleias-sei individuais retornam à costa da Islândia numa base anual.

## Caça à baleia

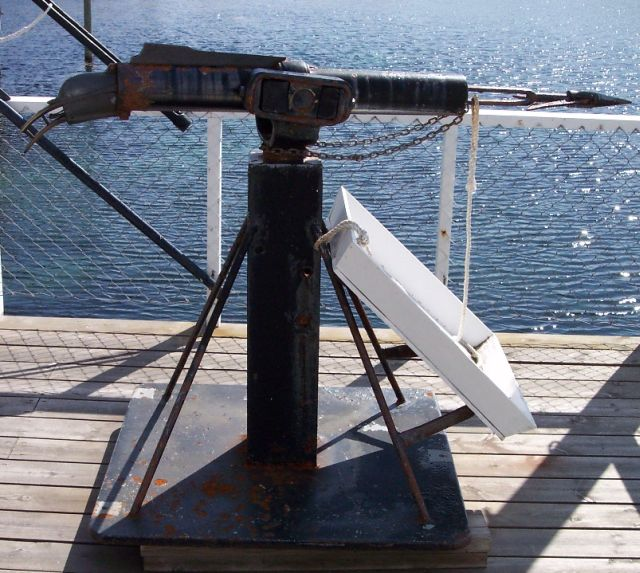
Arpão de caça à baleia

O desenvolvimento de arpões explosivos e de navios movidos a vapor, no final do século XIX, permitiu a exploração de grandes baleias que anteriormente eram inacessíveis aos baleeiros comerciais. Devido à sua velocidade rápida e característica evasiva, e mais tarde devido à sua menor capacidade de fornecimento de óleo, a baleia-sei não foi de início metodicamente caçada. Quando os stocks das baleia mais atractivas comercialmente (baleia-azul, baleia-comum, baleia-jubarte e baleias do género Eubalaena) começaram a acabar, as baleias-sei foram caçadas de maneira mais séria, particularmente da década de 1950 até à década de 1970.

### Atlântico Norte
No Atlântico Norte, entre 1885 e 1984, 14.295 baleias-sei foram capturadas. Foram caçadas em grandes números ao largo da costa da Noruega e Escócia, começando no fim do século XIX e início do século XX, e só no ano de 1885, mas de 700 baleias-sei foram mortas ao largo de Finnmark, na Noruega. A carne de baleia-sei era uma comida popular na Noruega, e foi o valor dessa carne que fez com que a caça dessa baleia difícil de caçar se tornasse economicamente viável no início do século XX.
Na Islândia, um total de 2.574 baleias foram retiradas da estação baleeira de Hvalfjörður, entre 1948 e 1985. Desde o fim da década de 1960 ou início da década de 1970, a baleia-sei foi segunda em termos de apanha, perdendo apenas para a baleia-comum, como alvo dos baleeiros da Islândia, com a demanda de carne de alta qualidade a ter precedência sobre a de óleo, que fora já um dos principais alvos dos baleeiros.
Pequenos números de baleias-sei foram caçadas ao largo das costas da Península Ibérica, começando na década de 1920 por baleeiros espanhóis, ao largo da plataforma da Nova Escócia no fim da década de 1960 e início da década de 1970 por baleeiros canadianos e ao largo da costa ocidental da Gronelândia desde a década de 1920 até à década de 1950 por baleeiros da Noruega e Dinamarca.

### Pacífico Norte
No Pacífico Norte, as mortes totais registadas de baleias-sei por baleeiros comerciais, foram de 72.215 entre 1910 e 1975. A maioria foi caçada depois de 1947. Estações costeiras no Japão e Coreia processaram 300-600 baleias-sei cada ano entre 1911 e 1955. Em 1959, a caça japonesa atingiu o seu máximo, com 1.340 baleias mortas. A exploração pesada feita por baleeiros pelágicos, no Pacífico Norte, começou no início da década de 1960, com médias de baleias caçaras a rondar 3.643 por ano, entre 1963 e 1974 (total: 43.719; intervalo anual: 1.280-6.053). Em 1971, após uma década de elevados números de baleias-sei capturadas, a espécie começou a rarear em águas japonesas e a caça à baleia comercial findou no Pacífico Norte ocidental em 1975.
Ao largo da costa da América do Norte, as baleias-sei foram caçadas em águas ao largo da Colúmbia Britânica desde o fim da década de 1950 até ao meio da década de 1960, quando o número de baleias capturadas caiu até cerca de 14 por ano. Mais de 2 mil foram mortas nas águas da Colúmbia Britânica entre 1962 e 1967. Entre 1957 e 1971, estações costeiras na Califórnia processaram 386 baleias. A caça comercial de baleias-sei terminou no Pacífico Norte oriental em 1971.

## Hemisfério Sul
Um total de 152.233 baleias-sei foram caçadas no Hemisfério Sul entre 1910 e 1979. A caça à baleia no Oceano Antártico inicialmente tinha como alvo a baleia-jubarte. Por volta de 1913, esta espécie-alvo tonou-se rara e caça à baleia-comum e à baleia-azul começou a aumentar. Quando estas baleias por sua vez se tornaram escassas, a apanha da baleia-sei cresceu rapidamente no fim da década de 1950 e início da década de 1960. A caça teve um pico em 1964, com mais de 20 mil baleias-sei, mas por volta de 1976 este número caiu para baixo das 2 mil e a caça comercial acabou por terminar em 1977.

## Protecção internacional

A azul, os membros da Comissão Baleeira Internacional

A baleia-sei não teve uma protecção significante, a nível internacional, até 1870, quando quotas de caça para o Pacífico Norte passaram a ser estabelecidas para cada espécie pela Comissão Baleeira Internacional. Anteriormente às quotas de caça, os baleeiros apenas estavam limitados pela habilidade em localizar as baleias. Foi dada à baleia-sei uma protecção completa em relação a caça comercial, No Pacífico Norte, em 1976. Quotas para o Atlântico Norte foram estabelecidas em 1977. Os stocks do Hemisfério Sul foram protegidos em 1979. Encarando uma evidencia crescente de que várias espécies de baleia em todo o mundo estavam sob ameaça de extinção, a Comissão Baleeira Internacional implementou uma moratória sobre caça comercial, começando em 1986, altura em que a toda a caça sobre a baleia-sei parou.
No fim da década de 1970, alguma caça pirata teve lugar no Atlântico Norte oriental. Não há evidência directa de caça ilegal no Pacífico Norte, apesar de os reconhecidos relatórios pouco precisos sobre dados sobre caça pela União Soviética significar que os dados não são todos confiáveis.
A espécie permaneceu listada na Lista Vermelha da União Internacional para a Conservação da Natureza e dos Recursos Naturais em 2000, categorizada como "ameaçada". As populações no Hemisfério Norte estão listadas no apêndice II da Convenção sobre o Comércio Internacional das Espécies da Fauna e da Flora Silvestres Ameaçadas de Extinção, indicando que a espécie não está necessariamente ameaçada de extinção mas que poderia vir a estar se não estivesse listada. As populações no Hemisfério Sul estão listadas no apêndice I da Convenção, indicando que estão ameaçadas de extinção se o comércio não for parado.

### Caça após protecção
Desde a moratória sobre a caça comercial à baleia, algumas baleias têm sido caçadas por baleeiros islandeses e japoneses no âmbito do programa de pesquisa científica da Comissão Baleeira Internacional. A Islândia fez quatro anos de caça para pesquisa durante quatro anos entre 1986 e 1989, durante os quais caçou cerca de 40 baleias por ano.
Os cientistas japoneses matam aproximadamente 50 baleias-sei por ano para pesquisa. Essa pesquisa é conduzida pelo Instituto de Pesquisa sobre Cetáceos, em Tóquio, uma instituição privada sem fins lucrativos. O enfoque principal da pesquisa é o de examinar o que as baleias-sei comem e para determinar o nível de competição entre as baleias e a actividade pesqueira. O Dr. Seiji Ohsumi, Director Geral do instituto disse que "é estimado que as baleias consumam 3 a 5 vezes mais que a quantidade de recursos marinhos colectados para consumo humano, pelo que a nossa pesquisa sobre baleias está a fornecer informação valiosa que é requerida para melhorar a gestão dos recursos marinhos." Mais tarde, adicionou, "as baleias-sei são a segunda mais abundante espécie no Pacífico Norte Ocidental, com uma população estimada superior a 28 mil animais. Está claramente não ameaçada."
Grupos de conservação como o World Wide Fund for Nature disputam sobre a necessidade da pesquisa, dizendo que é sabido que as baleias-sei se alimentam primeiramente de lulas e plâncton, não colectados por humanos, e mais raramente de peixe. Dizem que o programa é "nada mais do que um plano designado para manter a frota baleeira no negócio, e a necessidade de usar baleias como bode expiatório da sobrepesca efectuada pelos humanos." A qualidade científica da pesquisa obtida sob a alçada do programa de pesquisa científica tem sido criticada como sendo muito pobre; na reunião de 2001 da Comissão, 32 cientistas submeteram um documento expressando a sua crença de que o programa japonês carecia de rigor cintífico e que não atingiria os padrões mínimos de revisão académica que são globalmente usados no mundo científico.

## Estimativas populacionais
A actual população global de baleia-sei é estimada em 54 mil indivíduos, cerca de um quinto da população existente antes da era da caça comercial à baleia. Um estudo no Atlântico Norte mostrou uma população total de apenas 4 mil indivíduos. Diz-se que as baleias-sei eram escassas nas década de 1960 e no início da década de 1970 na costa da Noruega, onde números apreciáveis eram caçados desde o fim do século XIX até à época da Segunda Guerra Mundial. Uma possível explicação para este desaparecimento é a de que as baleias foram demasiado exploradas, enquanto que uma explicação alternativa indica que uma redução drástica nos stocks de copépodes no Atlântico Nordeste durante o fim da década de 1960, causou uma mudança na distribuição da baleia-sei. Levantamentos levados a cabo no Estreito da Dinamarca encontraram 1.290 baleias em 1987 e 1590 baleias em 1989. Os níveis populacionais na costa da Nova Escócia são estimados entre 1.393 e 2.248, com uma estimativa mínima de 870.
Um estudo de 1977 mostrou uma estimativa populacional para o Oceano Pacífico de 9.100, baseado em dados de captura e de CPUE Estes dados são disputados com estando desactualizados pelos interesses baleeiros japoneses, que em 2002 diziam que a população de baleia-sei no Pacífico Norte ocidental era superior a 28 mil indivíduos, um número não aceite pela comunidade científica. Nas águas da Califórnia, existiu apenas um avistamento confirmado e cinco possíveis avistamentos a partir de levantamentos aéreos e marítimos desde 1991 até 1993, e não existem avistamentos confirmados nas costas de Oregon e Washington. Anteriormente às actividades baleeiras comerciais, existia uma estimativa de 42 mil baleias-sei no Norte do Pacífico. No fim do período de exploração (1974), os números de baleias-sei no Pacífico Norte foram reduzidos para entre 7.260 e 12.620 indivíduos.
No Hemisfério Sul, as estimativas de abundância de baleia-sei variam entre 9.800 e 12 mil indivíduos, com base nos históricos de captura e de CPUE nos oceanos do Sul. A Comissão Baleeira Internacional reportou uma estimativa de 9.718 baleias com base em dados de levantamentos ocorridos entre 1978 e 1988. Anteriormente à caça comercial, era estimado haver 65 mil baleias-sei no Hemisfério Sul.